# NGC 7381
NGC 7381 ist eine irreguläre Galaxie mit ausgedehnten Sternentstehungsgebieten vom Hubble-Typ "Im" im Sternbild Aquarius auf der Ekliptik. Sie ist schätzungsweise 205 Millionen Lichtjahre von der Milchstraße entfernt und hat einen Durchmesser von etwa 40.000 Lj.
Das Objekt wurde am 9. Oktober 1885 von Francis Leavenworth entdeckt.